# 1590.
1590. je deseto desetletje v 16. stoletju med letoma 1590 in 1599. 